# Phlyctenanthus australis
Phlyctenanthus australis is een zeeanemonensoort uit de familie Actiniidae.
Phlyctenanthus australis is voor het eerst wetenschappelijk beschreven door Carlgren in 1949.